# Elling (Frederikshavn)
Elling – miasto w Danii, w regionie Jutlandia Północna, w gminie Frederikshavn.